# آیجهورست
آیجهورست (به هلندی: IJhorst) یک منطقهٔ مسکونی در هلند است که در استاپ‌هورست واقع شده‌است. آیجهورست c نفر جمعیت دارد.